# Sa Đéc (tỉnh)
Sa Đéc là một tỉnh cũ của Việt Nam Cộng hòa.

## Địa lý
Tỉnh Sa Đéc nằm ở trung tâm Đồng bằng sông Cửu Long giữa hai con sông Tiền và sông Hậu, có vị trí địa lý năm 1967 như sau:
- Phía đông giáp tỉnh Kiến Phong và tỉnh Định Tường
- Phía tây và bắc giáp tỉnh An Giang
- Phía nam giáp tỉnh Phong Dinh và tỉnh Vĩnh Long.

Tỉnh Sa Đéc có diện tích là 776,288 km², dân số năm 1970 là 315.556 người.

## Hành chính
Tỉnh Sa Đéc có thị xã Sa Đéc và 4 quận: Đức Thành, Đức Thịnh, Đức Tôn, Lấp Vò.
| Dân số tỉnh Sa Đéc năm 1970 | Dân số tỉnh Sa Đéc năm 1970 |
| Quận                        | Dân số                      |
| --------------------------- | --------------------------- |
| Đức Thịnh                   | 132.102                     |
| Đức Thành                   | 69.361                      |
| Đức Tôn                     | 43.524                      |
| Lấp Vò                      | 70.569                      |
| Tổng số                     | 315.556                     |

## Lịch sử
Tỉnh Sa Đéc được thành lập vào ngày 1 tháng 1 năm 1900, tồn tại vào thời Pháp thuộc tên là Sadék và bị chính quyền Việt Nam Cộng hòa giải thể vào cuối năm 1956, tuy nhiên sau đó tỉnh Sa Đéc lại được chính quyền Việt Nam Cộng hòa tái lập vào năm 1966 tỉnh lỵ là Sa Đéc về mặt hành chính thuộc xã Tân Vĩnh Hòa, quận Đức Thịnh, tiếp tục tồn tại và bị mất địa vị hành chính cấp tỉnh từ tháng 2 năm 1976, sau khi được sáp nhập với tỉnh Kiến Phong để trở thành tỉnh Đồng Tháp như ngày nay.

### Thời nhà Nguyễn
Trước khi chúa Nguyễn khai phá miền đất phía Nam, Sa Đéc thuộc đất Tầm Phong Long của Thủy Chân Lạp, với tên gọi nguyên gốc là Phsar Dek. Nhiều người cho rằng Sa Đéc theo tiếng Khmer nghĩa là "chợ sắt". Tuy nhiên Sơn Nam và nhiều nhà nghiên cứu khác không chắc chắn lắm với luận điểm này.
Khoảng cuối thập niên 1750, chúa Nguyễn thành lập năm đạo ở miền Tây Nam Bộ, để bảo vệ cho Dinh Long Hồ trong đó có Đông Khẩu Đạo (Sa Đéc). Trong một thời gian dài, Sa Đéc từng là một trong những khu chợ sung túc nhất ở phía Nam.
Năm 1832, sau khi Lê Văn Duyệt qua đời, vua Minh Mạng chia lại miền Nam thành Nam Kỳ lục tỉnh. Khi đó Sa Đéc lại thuộc phủ Tân Thành, tỉnh An Giang.

### Thời Pháp thuộc

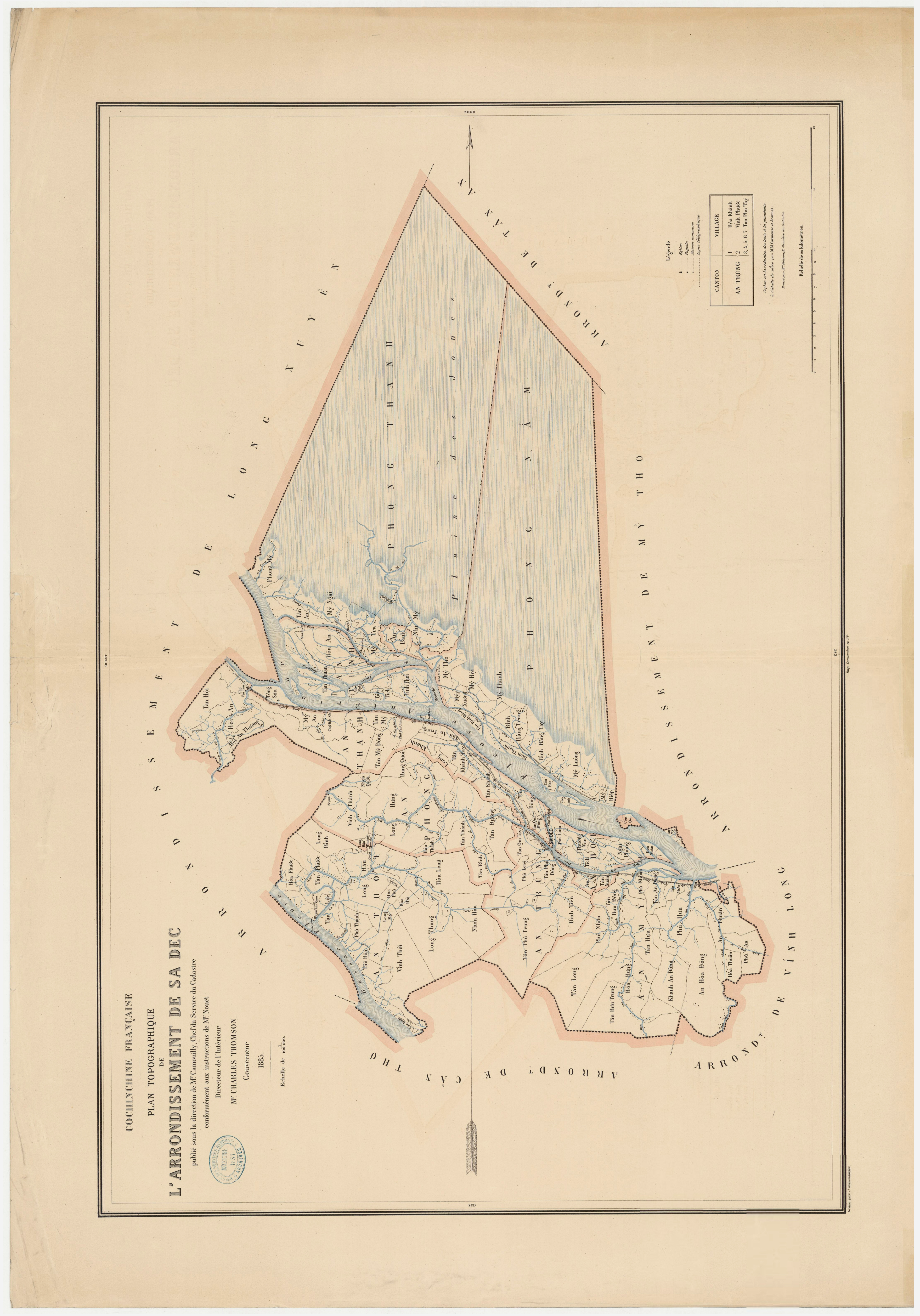
Bản đồ hạt Sa Đéc năm 1885

Sau khi chiếm hết được ba tỉnh miền Tây Nam Kỳ vào năm 1867, thực dân Pháp dần xóa bỏ tên gọi tỉnh An Giang cùng hệ thống hành chính phủ huyện cũ thời nhà Nguyễn, đồng thời đặt ra các hạt Thanh tra. Địa bàn tỉnh An Giang trước đây được chia thành 3 hạt: hạt Châu Đốc (phủ Tuy Biên cũ), hạt Sa Đéc (phủ Tân Thành cũ) và hạt Ba Xuyên.
Lúc bấy giờ, hạt Thanh tra Tân Thành được thành lập trên địa bàn phủ Tân Thành, tỉnh An Giang cũ. Trụ sở hạt Thanh tra Tân Thành đặt tại Sa Đéc. Lúc đầu, hạt Thanh tra tạm gọi tên theo tên các phủ huyện cũ, sau mới đổi tên gọi theo địa điểm đóng trụ sở. Về sau, hạt Thanh tra Tân Thành cũng được đổi tên thành hạt Thanh tra Sa Đéc.
Ngày 1 tháng 1 năm 1868, Thống đốc Nam Kỳ Bonard ban hành Nghị định về việc hạt Thanh tra Sa Đéc gồm 3 huyện là An Xuyên, Vĩnh An, Phong Phú và trị sở (gọi là Tòa bố) đặt tại Sa Đéc.
Ngày 20 tháng 9 năm 1870, giải thể hạt Thanh tra Cần Lố(trước đây thuộc địa bàn tỉnh Định Tường), đồng thời đưa tổng Phong Thạnh qua hạt Thanh tra Sa Đéc. Lúc này, hạt Sa Đéc cũng lấy thêm địa phận các làng Mỹ Ngãi, Mỹ Trà, Nhị Mỹ, Phong Mỹ (trước đây thuộc tổng Phong Thạnh, huyện Kiến Phong) để lập tổng mới cũng lấy tên là tổng Phong Thạnh. Lại lấy địa phận các làng Mỹ Long, Bình Hàng Tây (nguyên thuộc tổng Phong Phú, huyện Kiến Phong) để lập tổng mới gọi là tổng Phong Nẫm. Hai tổng Phong Thạnh (mới) và Phong Nẫm đều thuộc về hạt Sa Đéc.
Ngày 30 tháng 4 năm 1872, Thống đốc Nam Kỳ ban hành Nghị định về việc sáp nhập huyện Phong Phú với vùng Bắc Tràng (thuộc phủ Lạc Hóa, tỉnh Vĩnh Long trước đây) để lập thành một hạt, đặt Toà Bố tại Trà Ôn. Một năm sau, Toà Bố từ Trà Ôn lại dời về Cái Răng.
Ngày 23 tháng 2 năm 1876, Thống đốc Nam Kỳ ban hành Nghị định mới lấy huyện Phong Phú và một phần huyện An Xuyên và Tân Thành để lập hạt Cần Thơ với thủ phủ là Cần Thơ. Hạt Cần Thơ thuộc khu vực hành chính Bassac (Hậu Giang).
Ngày 5 tháng 1 năm 1876, thời chủ hạt Bocquillon, hạt Thanh tra Sa Đéc đổi thành hạt tham biện Sa Đéc, các thôn đổi thành làng. Sa Đéc trở thành một hạt tham biện (arrondissement) thuộc khu vực hành chính (circonscription) Vĩnh Long do thực dân Pháp đặt ra. Địa hạt Sa Đéc trong giai đoạn 1876–1899 không còn chia cấp huyện nữa mà trực tiếp quản lý từ cấp tổng trở xuống.
Ngày 20 tháng 12 năm 1899, Toàn quyền Đông Dương ban hành Nghị về việc đổi tên tất cả các hạt tham biện thành tỉnh thì từ ngày 1 tháng 1 năm 1900 hạt tham biện Sa Đéc trở thành tỉnh Sa Đéc, chủ tỉnh đầu tiên là M. Sellier. Tỉnh Sa Đéc nằm ở hai bên sông Tiền Giang, giáp các tỉnh Long Xuyên, Tân An, Vĩnh Long, Cần Thơ và Mỹ Tho. Dân số tỉnh Sa Đéc theo số liệu thống kê năm 1901 là 182.924 người và năm 1920 là 203.588 người.
Năm 1903, tỉnh Sa Đéc (chủ tỉnh lúc này là G. Maspero) có 10 tổng với 79 làng trực thuộc như sau: 
| Đơn vị hành chính tỉnh Sa Đéc năm 1903 | Đơn vị hành chính tỉnh Sa Đéc năm 1903 | Đơn vị hành chính tỉnh Sa Đéc năm 1903 | Đơn vị hành chính tỉnh Sa Đéc năm 1903                                      |
| STT                                    | Tổng                                   | Làng | Chợ                                                                         |
| -------------------------------------- | -------------------------------------- | --- | --------------------------------------------------------------------------- |
| 1                                      | An Hội                                 | 6 làng: An Tịch, Hội Xuân, Nghi Phụng, Tân Hưng, Thượng Văn, Tân Xuân | Tân Hưng                                                                    |
| 2                                      | An Mỹ                                  | 15 làng: An Hòa Đông, An Thuận, Hòa Hưng, Khánh An Đông, Phú An, Phú Hựu, Phú Nhơn, Phú Nhuận, Tân An Đông, Hòa Thuận, Tân Hựu, Tân Hựu Đông, Tân Hựu Trung, Tân Long, Tân Nhơn | - Nha Mân: Làng Phú Nhuận - Cái Tàu Hạ: Làng Phú Hựu                        |
| 3                                      | An Phong                               | 8 làng: Hưng Quới, Hậu Thành, Long Hưng, Nhơn Quới, Tân Bình, Tân Dương, Tân Thạnh, Vĩnh Thạnh                                                                                  |                                                                             |
| 4                                      | An Thới                                | 9 làng: Hòa Long, Long Hậu, Long Thắng, Nhơn Hòa, Phú Thành, Tân Hòa, Tân Phước, Tân Lộc, Vĩnh Thới                                                                             | Lai Vung: Làng Tân Lộc                                                      |
| 5                                      | An Tịnh                                | 4 làng: Hòa An, Tịnh Thới, Tân Tịch, Tân Thuận | Hòa An                                                                      |
| 6                                      | An Trung                               | 6 làng: Bình Tiên, Hòa Khánh, Tân Quy Tây, Tân Phú Trung, Tân Phú Đông, Vĩnh Phước                                                                                              | - Tân Phú Đông - Vĩnh Phước                                                 |
| 7                                      | An Thạnh Thượng                        | 6 làng: Hội An Thượng, Hội An, Mỹ An, Mỹ Hưng, Tân Hội, Tân Mỹ, Tân Mỹ Đông, Tòng Sơn                                                                                           | - Cai Châu: Làng Tân Mỹ - Cái Tàu Thượng: Làng Hội An - Đất Sét: Làng Mỹ An |
| 8                                      | An Thạnh Hạ                            | 6 làng: Long Khánh, Tân An Trung, Tân Đông, Tân Khánh, Tân Khánh Tây, Tân Quy Đông                                                                                              | - Chợ Chùa: Làng Tân An Trung - Chợ Cồn: Làng Tân Quy Đông - Tân Quy Đông   |
| 9                                      | Phong Nẫm                              | 11 làng: An Bình, Bình Hàng Tây, Bình Hàng Trung, Bình Thạnh, Mỹ An Đông, Mỹ Hội, Mỹ Hiệp, Mỹ Long, Mỹ Thọ, Mỹ Thành, Mỹ Xương                                                  | Cần Lố: Làng Mỹ Thọ                                                         |
| 10                                     | Phong Thạnh                            | 6 làng: Mỹ Ngãi, Mỹ Trà, Mỹ Thạnh, Nhị Mỹ, Phong Mỹ, Tân An | - Cao Lãnh: Làng Mỹ Trà - Mỹ Ngãi                                           |

Tỉnh lỵ Sa Đéc ban đầu đặt tại làng Vĩnh Phước thuộc quận Châu Thành (kể từ năm 1924). Sau này, thực dân Pháp hợp nhất ba làng Tân Phú Đông, Vĩnh Phước và Hòa Khánh lại thành một làng lấy tên là Tân Vĩnh Hòa. Từ đó, tỉnh lỵ Sa Đéc thuộc địa bàn làng Tân Vĩnh Hòa.
Ngày 9 tháng 2 năm 1913 đến ngày 9 tháng 2 năm 1924, tỉnh Sa Đéc bị giải thể, toàn bộ diện tích tỉnh bị sáp nhập vào tỉnh Vĩnh Long.
Sau năm 1924, tỉnh Sa Đéc được tái lập với 3 quận trực thuộc: Châu Thành, Cao Lãnh, Lai Vung. Chủ tỉnh lúc này là A. Petit.
| Đơn vị hành chính tỉnh Sa Đéc năm 1924 | Đơn vị hành chính tỉnh Sa Đéc năm 1924 | Đơn vị hành chính tỉnh Sa Đéc năm 1924 | Đơn vị hành chính tỉnh Sa Đéc năm 1924 |
| STT                                    | Quận                                   | Quận lỵ                                | Tổng |
| -------------------------------------- | -------------------------------------- | -------------------------------------- | --- |
| 1                                      | Sa Đéc                                 | Làng Vĩnh Phước                        | - An Hội có 4 làng: An Tịch, Tân Hưng, Thượng Văn, Tân Xuân - An Mỹ có 14 làng: An Hòa Đông, An Thuận, Hòa Hưng, Khánh An Đông, Phú Hòa, Phú Hựu, Phú Nhơn, Phú Nhuận, Tân An Đông, Tân Hựu, Tân Hựu Đông, Tân Hựu Trung, Tân Long, Tân Nhơn - An Trung có 6 làng: Bình Tiên, Hòa Khánh, Tân Quy Tây, Tân Phú Trung, Tân Phú Đông, Vĩnh Phước - An Thạnh Thượng có 8 làng: Hội An, Hội An Đông, Hội An Thượng, Mỹ An, Mỹ Hưng, Tân Hội, Tân Mỹ, Tòng Sơn - An Thạnh Hạ có 6 làng: Long Khánh, Tân An Trung, Tân Đông, Tân Khánh, Tân Khánh Tây, Tân Quy Đông |
| 2                                      | Lai Vung                               | Chợ Lai Vung thuộc làng Tân Lộc        | - An Phong có 7 làng: Hưng Quới, Hậu Thành, Long Hưng, Nhơn Quới, Tân Hòa Bình, Tân Dương, Vĩnh Thạnh - An Thới có 9 làng: Hòa Long, Long Hậu, Long Thắng, Nhơn Hòa, Phú Thành, Tân Hòa, Tân Phước, Tân Lộc, Vĩnh Thới |
| 3                                      | Cao Lãnh                               | Làng An Bình                           | - An Tịnh có 4 làng: Hòa An, Tịnh Thới, Tân Tịch, Tân Thuận - Phong Nẫm có 9 làng: Bình Hàng Tây, Bình Hàng Trung, Bình Thạnh, Mỹ Hội, Mỹ Hiệp, Mỹ Long, Mỹ Thọ, Mỹ Thành, Mỹ Xương - Phong Thạnh có 7 làng: An Bình, Mỹ Ngãi, Mỹ Trà, Mỹ Thạnh, Nhị Mỹ, Phong Mỹ, Tân An |

### Giai đoạn 1945–1956
Sau Cách mạng Tháng Tám năm 1945, tỉnh Sa Đéc là một trong số 21 tỉnh của Nam Bộ. Lúc này, Ủy ban Kháng chiến Hành chánh Nam bộ chủ trương bỏ cấp tổng, bỏ đơn vị làng, thống nhất gọi là xã, đồng thời bỏ danh xưng quận, gọi thay thế bằng huyện. Chính quyền Việt Nam Cộng hòa đến năm 1956 cũng thống nhất dùng danh xưng là xã, tuy nhiên vẫn gọi là quận cho đến năm 1975.
Ngày 14 tháng 5 năm 1949, huyện Lấp Vò của tỉnh Long Xuyên trước đó được nhập vào tỉnh Sa Đéc. Đồng thời, tỉnh Sa Đéc nhận thêm làng Phong Hòa trước đó thuộc tổng An Trường, quận Trà Ôn, tỉnh Cần Thơ và tỉnh cũng giao lại làng Hội An trước đó thuộc quận Châu Thành cho tỉnh Long Xuyên quản lý.
Tháng 6 năm 1951, chính quyền Việt Nam Dân chủ Cộng hòa sáp nhập tỉnh Sa Đéc với tỉnh Long Châu Tiền (bao gồm một phần đất của tỉnh Long Xuyên và tỉnh Châu Đốc trước đó) thành tỉnh Long Châu Sa. Tuy nhiên tên tỉnh Long Châu Sa không được chính quyền Quốc gia Việt Nam của Bảo Đại và chính quyền Việt Nam Cộng hòa công nhận. Tỉnh Long Châu Sa tồn tại đến năm 1954 bị giải thể và tỉnh Sa Đéc được tái lập.

### Giai đoạn 1956–1975

#### Việt Nam Cộng hòa
Ban đầu, chính quyền Quốc gia Việt Nam và sau đó là Việt Nam Cộng hòa vẫn duy trì tên gọi tỉnh Sa Đéc như thời Pháp thuộc.
Ngày 17 tháng 2 năm 1956, chính quyền Việt Nam Cộng hòa tách quận Cao Lãnh ra khỏi tỉnh Sa Đéc để nhập vào tỉnh Phong Thạnh mới được thành lập. Tỉnh lỵ tỉnh Phong Thạnh đặt tại xã Mỹ Trà, quận Cao Lãnh. Thời gian này, tỉnh Sa Đéc vẫn còn tồn tại với 3 quận trực thuộc còn lại: Châu Thành, Lai Vung, Lấp Vò.
Ngày 22 tháng 10 năm 1956, Tổng thống Việt Nam Cộng hòa Ngô Đình Diệm ban hành Sắc lệnh số 143-NV về việc:
- Thành lập tỉnh Phong Thạnh trên cơ sở đổi tên thành tỉnh Kiến Phong
- Tỉnh Sa Đéc bị giải thể, sáp nhập vào địa bàn tỉnh Vĩnh Long.

Địa bàn tỉnh Sa Đéc vừa bị giải thể tương ứng với quận Sa Đéc và quận Lấp Vò cùng thuộc tỉnh Vĩnh Long, riêng quận Lai Vung trước đó cũng bị giải thể và sáp nhập vào quận Lấp Vò.
Ngày 11 tháng 7 năm 1962, tỉnh Vĩnh Long cho thành lập mới hai quận là Đức Tôn và Đức Thành, do lần lượt tách ra từ hai quận Sa Đéc và Lấp Vò.
Ngày 24 tháng 9 năm 1966, chính quyền Việt Nam Cộng hòa ban hành Sắc lệnh số 162-SL/ĐUHC về việc tái lập tỉnh Sa Đéc. Tỉnh Sa Đéc mới tách ra từ tỉnh Vĩnh Long, chỉ gồm phần đất nằm giữa hai con sông Tiền Giang và Hậu Giang, với diện tích khoảng 900 km². 

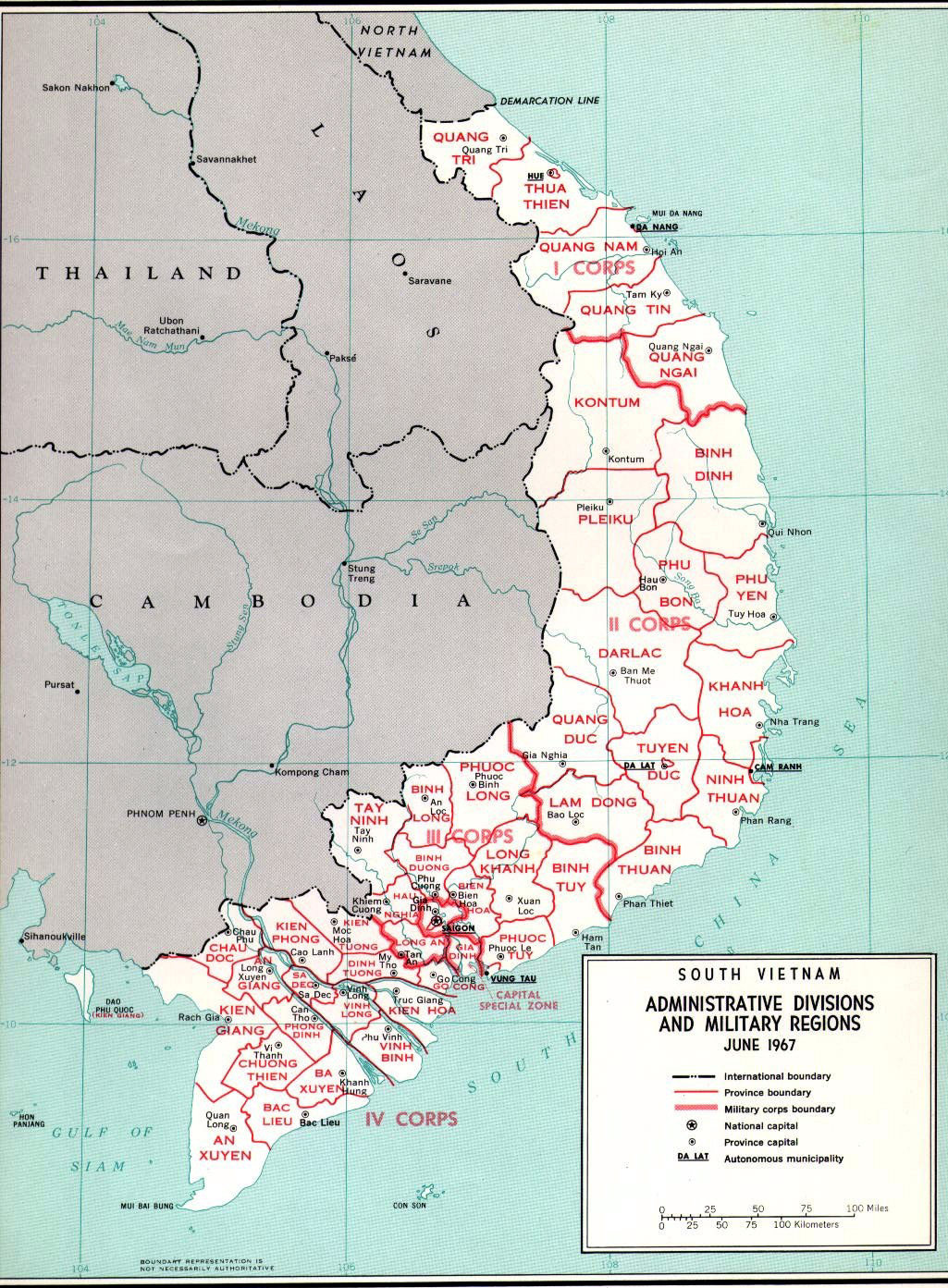
Bản đồ hành chính Việt Nam Cộng hòa năm 1967, cho thấy địa giới tỉnh Sa Đéc

Tỉnh Sa Đéc khi đó tỉnh lỵ có tên là Sa Đéc, bao gồm 4 quận trực thuộc. 
| Đơn vị hành chính tỉnh Sa Đéc năm 1966 | Đơn vị hành chính tỉnh Sa Đéc năm 1966 | Đơn vị hành chính tỉnh Sa Đéc năm 1966 | Đơn vị hành chính tỉnh Sa Đéc năm 1966 |
| STT                                    | Quận                                   | Tổng                                   | Xã                                     |
| -------------------------------------- | -------------------------------------- | -------------------------------------- | -------------------------------------- |
| 1                                      | Lấp Vò                                 | - Phú Thượng - Phong Thới              | 8 xã                                   |
| 2                                      | Châu Thành                             | - An Thạnh - An Thới - An Trung        | 13 xã                                  |
| 3                                      | Đức Thành                              | An Khương - Ti Thiện - Tiến Nghĩa      | 8 xã                                   |
| 4                                      | Đức Tôn                                | - An Mỹ Đông - An Mỹ Tây               | 7 xã                                   |

Ngày 14 tháng 2 năm 1968, quận Châu Thành lại đổi tên thành quận Đức Thịnh.

#### Chính quyền Cách mạng
Chính quyền Mặt trận Dân tộc Giải phóng Miền Nam Việt Nam và sau này là Chính phủ Cách mạng lâm thời Cộng hòa Miền Nam Việt Nam cũng phân chia, sắp xếp lại các đơn vị hành chính trong tỉnh như bên chính quyền Việt Nam Cộng hòa.
Cuối năm 1956, chính quyền Cách mạng thành lập tỉnh Kiến Phong.
Đến giữa năm 1957, giải thể và sáp nhập phần còn lại của tỉnh Sa Đéc vào tỉnh Vĩnh Long.
| Đơn vị hành chính tỉnh Sa Đéc năm 1970 | Đơn vị hành chính tỉnh Sa Đéc năm 1970 | Đơn vị hành chính tỉnh Sa Đéc năm 1970 | Đơn vị hành chính tỉnh Sa Đéc năm 1970 |
| STT                                    | Quận                                   | Xã | Quận lỵ                                |
| -------------------------------------- | -------------------------------------- | --- | -------------------------------------- |
| 1                                      | Đức Thành                              | 8 xã: Hòa Long, Long Hậu, Long Thắng, Phong Hòa, Tân Hòa Bình, Tân Phước, Tân Thành, Vĩnh Thới.                                                            | Xã Hòa Long                            |
| 2                                      | Đức Thịnh                              | 13 xã: An Tịch, Bình Tiên, Hòa Thành, Tân An Trung, Tân Dương, Tân Đông, Tân Hiệp, Tân Khánh, Tân Khánh Tây, Tân Mỹ, Tân Phú Trung, Tân Vĩnh Hòa, Tân Xuân | Xã Tân Vĩnh Hòa                        |
| 3                                      | Đức Tôn                                | 7 xã: An Khánh, An Nhơn, An Phú Thuận, Hòa Tân, Phú Hựu, Phú Long, Tân Thuận Đông                                                                          | Cái Tàu Hạ thuộc xã Phú Hựu            |
| 4                                      | Lấp Vò                                 | 8 xã: Bình Thạnh Đông, Bình Thạnh Tây, Bình Thạnh Trung, Định Yên, Hội An Đông, Long Hưng, Mỹ An Hưng, Vĩnh Thạnh                                          | Lấp Vò thuộc xã Bình Thạnh Trung       |

Tháng 8 năm 1974, Trung ương Cục miền Nam ban hành Quyết định về việc giải thể các tỉnh Kiến Phong và An Giang để tái lập các tỉnh Long Châu Tiền, Long Châu Hà và Sa Đéc.
Tỉnh Sa Đéc gồm các huyện Chợ Mới, Cao Lãnh, Kiến Văn, Mỹ An và thị xã Cao Lãnh của tỉnh Kiến Phong cũ và các huyện Lấp Vò, Lai Vung, Châu Thành, thị xã Sa Đéc của tỉnh Vĩnh Long giao lại; tỉnh lỵ đặt tại thị xã Sa Đéc.
Năm 1975, tỉnh Sa Đéc có 789,2 km², diện tích tự nhiên và dân số là 318.556 người.
Sau ngày 30 tháng 4 năm 1975, chính quyền quân quản Cộng hòa miền Nam Việt Nam ban đầu vẫn duy trì tỉnh Sa Đéc như trước đó cho đến đầu năm 1976. Lúc này, chính quyền Cách mạng cũng bỏ danh xưng quận có từ thời Pháp thuộc và lấy danh xưng huyện (quận và phường dành cho các đơn vị hành chánh tương đương khi đã đô thị hóa).
Ngày 20 tháng 9 năm 1975, Bộ Chính trị ban hành Nghị quyết số 245-NQ/TW về việc hợp nhất tỉnh Long Châu Tiền, tỉnh Sa Đéc và tỉnh Kiến Tường sẽ hợp nhất lại thành một tỉnh, tên gọi tỉnh mới cùng với nơi đặt tỉnh lỵ sẽ do địa phương đề nghị lên.
Ngày 20 tháng 12 năm 1975, Bộ Chính trị ban hành Nghị quyết số 19/NQ về việc hợp nhất tỉnh Sa Đéc và tỉnh Kiến Phong thành một tỉnh.

### Sa Đéc ngày nay
Ngày 24 tháng 2 năm 1976, Chính phủ Cách mạng lâm thời Cộng hòa miền Nam Việt Nam ban hành Nghị định số 3/NQ/1976 về việc hợp nhất tỉnh Sa Đéc và tỉnh Kiến Phong thành một tỉnh mới, lấy tên là tỉnh Đồng Tháp, với tỉnh lỵ ban đầu đặt tại thị xã Sa Đéc. 
Ngày 29 tháng 4 năm 1994, Chính phủ ban hành Nghị định số 36-CP về việc di chuyển tỉnh lỵ tỉnh Đồng Tháp từ thị xã Sa Đéc về thị xã Cao Lãnh.
Ngày 15 tháng 12 năm 2005, Bộ Xây dựng ban hành Quyết định về việc công nhận thị xã Sa Đéc là đô thị loại III trực thuộc tỉnh Đồng Tháp.
Ngày 14 tháng 10 năm 2013, Chính phủ ban hành Nghị quyết số 113/NQ-CP về việc thành lập thành phố Sa Đéc thuộc tỉnh Đồng Tháp.
Ngày 10 tháng 2 năm 2018, Thủ tướng Chính phủ ban hành Quyết định số 210/QĐ-TTg về việc công nhận thành phố Sa Đéc là đô thị loại II trực thuộc tỉnh Đồng Tháp.
Địa bàn tỉnh Sa Đéc cũ hiện nay tương ứng với [thành phố Sa Đéc và các huyện Châu Thành, Lai Vung, Lấp Vò cùng thuộc tỉnh Đồng Tháp.
Nếu kể luôn vào thời điểm trước năm 1956 thì địa bàn tỉnh Sa Đéc cũ bao gồm luôn cả thành phố Cao Lãnh, huyện Cao Lãnh và huyện Tháp Mười của tỉnh Đồng Tháp ngày nay.
Hiện nay, địa danh Sa Đéc chỉ còn được dùng để chỉ thành phố Sa Đéc, đơn vị hành chính cấp huyện trực thuộc tỉnh Đồng Tháp.
Từ khi được sáp nhập vào tỉnh Kiến Phong nay là tỉnh Đồng Tháp, nền kinh tế thành phố Sa Đéc vẫn tiếp tục không ngừng phát triển. Thành phố Sa Đéc tập trung 3 trên tổng số 5 khu công nghiệp trên địa bàn toàn tỉnh, là thành phố công nghiệp, dịch vụ của tỉnh Đồng Tháp.

## Giao thông
Đường bộ
- Liên tỉnh lộ 8: Từ Vĩnh Long đi qua các quận Đức Tôn, Đức Thịnh, Đức Thành, Lấp Vò kết thúc tại Phà Vàm Cống, quận Lấp Vò.
- Tỉnh lộ 23: Sa Đéc đi Cái Tàu Thượng quận Chợ Mới, tỉnh An Giang.
- Tỉnh lộ 29: Hòa Long đi Lai Vung
- Tỉnh lộ 37: Lai Vung đi Bình Minh, tỉnh Vĩnh Long.

Đường thủy: Sông Hậu, Sông Tiền, Sông Sa Đéc, Sông Lai Vung.